# Uperoleia orientalis
Uperoleia orientalis (tên tiếng Anh: Alexandria Toadlet) là một loài ếch thuộc họ Myobatrachidae.
Đây là loài đặc hữu của Úc.
Môi trường sống tự nhiên của chúng là đầm nước nhiệt đới hoặc cận nhiệt đới và đầm lầy.